# Kenny Sansom
Kenneth Graham "Kenny" Sansom (født 26. september 1958 i London, England) er en tidligere engelsk fodboldspiller, der spillede som venstre back hos en række engelske klubber, men i længst tid hos Arsenal F.C. Han spillede desuden hel 86 kampe for Englands landshold.

## Karriere

### Klub
Sansom startede sin seniorkarriere i 1975 hos Crystal Palace, hvor han spillede sine første fem sæsoner. Herefter flyttede han til Palace' London-rivaler Arsenal, som han var tilknyttet frem til 1988. I sin sidste sæson i klubben var han med til at vinde den lille pokalturnering Liga Cuppen.
Efter i 1988 at have forladt Arsenal spillede Sansom i resten af sin karriere for henholdsvis Newcastle, Queens Park Rangers, Coventry, Everton, Brentford og Watford. Han indstillede sin karriere i 1994.

### Landshold
Sansom nåede gennem karrieren at spille hele 86 kampe og score ét mål for Englands landshold, som han debuterede for i 1979. Han var en del af den engelske trup til EM i 1980, VM i 1982, VM i 1986 og EM i 1988.

## Efter karrieren
Kenny Samson lever i dag på gaden som en hjemløs alkoholiker, da han ingen penge har. Både Arsenal og den engelske spillerforening har tilbudt ham hjælp, hvilket Samson har afvist, da han mener at det udelukkende er ham selv der kan hjælpe.

## Titler
Liga Cup
- 1988 med Arsenal F.C.